# غابرييل ديك
غابرييل ديك (بالإسبانية: Gabriel Deck) مواليد 8 فبراير 1995 في سانتياغو ديل استيرو، الأرجنتين، هو لاعب كرة سلة أرجنتيني. بدأ مسيرته الاحترافية في سنة 2010. يلعب مع سان لورينزو في دوري كرة السلة الوطني الأرجنتيني. يحمل الرقم 14. يبلغ طوله 6 قدم 7 بوصة (2.0 م). مثّل منتخب بلاده. شارك في دورة الألعاب الأولمبية الصيفية سنة 2016. حقق المركز الثاني في بطولة أمم الأمريكتين لكرة السلة 2015. لعب مع كويمسا.

## سجل المنافسة
شارك في المنافسات التالية:
- الألعاب الأولمبية الصيفية 2016
- بطولة أمم الأمريكتين لكرة السلة 2015

## الميداليات
| الميدالية | المسابقة                             |
| --------- | ------------------------------------ |
| فضية      | بطولة أمم الأمريكتين لكرة السلة 2015 |

## روابط خارجية
- غابرييل ديك على موقع الاتحاد الدولي لكرة السلة (الإنجليزية)
- غابرييل ديك على موقع الدوري الأوروبي لكرة السلة (الإنجليزية)
- غابرييل ديك على موقع إن بي أي (الإنجليزية)
- غابرييل ديك على موقع سبورتس رفرنس (الإنجليزية)
- غابرييل ديك على موقع الدوري الإسباني لكرة السلة (الإسبانية)
- غابرييل ديك على موقع كرة السلة الأوروبية.كوم (الإنجليزية)
- غابرييل ديك على موقع ريلجم (الإنجليزية)
- غابرييل ديك على موقع بروبوليرز (الإنجليزية)
- غابرييل ديك على موقع سبورتس رفرنس (الإنجليزية)
- غابرييل ديك على موقع أوليمبيديا (الإنجليزية)